# Zona del Silenci
La Zona del Silenci (en castellà: Zona del Silencio) es troba en la part central del Bolsón de Mapimí (el qual es troba entre els estats mexicans de Chihuahua, Coahuila de Zaragoza i Durango). El nom d'aquesta zona és causat perquè les ones de ràdio no hi poden ser transmeses de manera normal atès que existeixen camps magnètics, com va observar un aviador a la dècada de 1930. Una explicació lògica dels camps magnètics pot ser l'alta concentració de ferro provinent dels meteorits.
Una altra versió diu que el juliol de 1970, un míssil de prova Athena llançat des de la base militar de Green River, Utah dirigit cap White Sands Missile Range va perdre el control i caigué a aquesta Zona del Silenci. El míssil portava dos petits contenidors de cobalt 57, radioactius. Immediatament, un equip d'especialistes va cercar el coet caigut i quan el van trobar van construir una carretera per emportar-se'l amb terra contaminada. A conseqüència d'aquest fet es diu que es van originar els mites de les anomalies magnètiques, mutacions en la fauna i flora i visites d'extraterrestres.
La Zona del Silenci sovint es compara amb el Triangle de les Bermudes, les Piràmides d'Egipte, les ciutats sagrades del Tibet, Cap Canaveral, totes elles situades entre els paral·lels 26 i 28.
El 1978 s'hi creà la reserva de la biosfera de Mapimí, sota els auspicis de la UNESCO, l'Instituto de Ecología, el CONACYT i altres organitzacions.